# متحف المنسوجات الكردية (أربيل)
متحف النسيج الكردي أو متحف النسيج الكوردي أو متحف المنسوجات الكردية أو متحف الغزل والنسيج الكردي، هو مَتحف يَقع في أربيل، العراق، تأسس في عام 2004، يحتوي على العديد من القطع الأثرية التي تعود إلى عدة قرون وتَدل على التقاليد القديمة الخاصة بالثقافة الكردية: كالغزل والنسيج. وتشمل المعروضات: الملابس والأقمشة، المواد الخام، الصوف المصبوغ بشكل طبيعي من خلال استخدام النباتات البرية والأزهار.

## المبنى والمعروضات

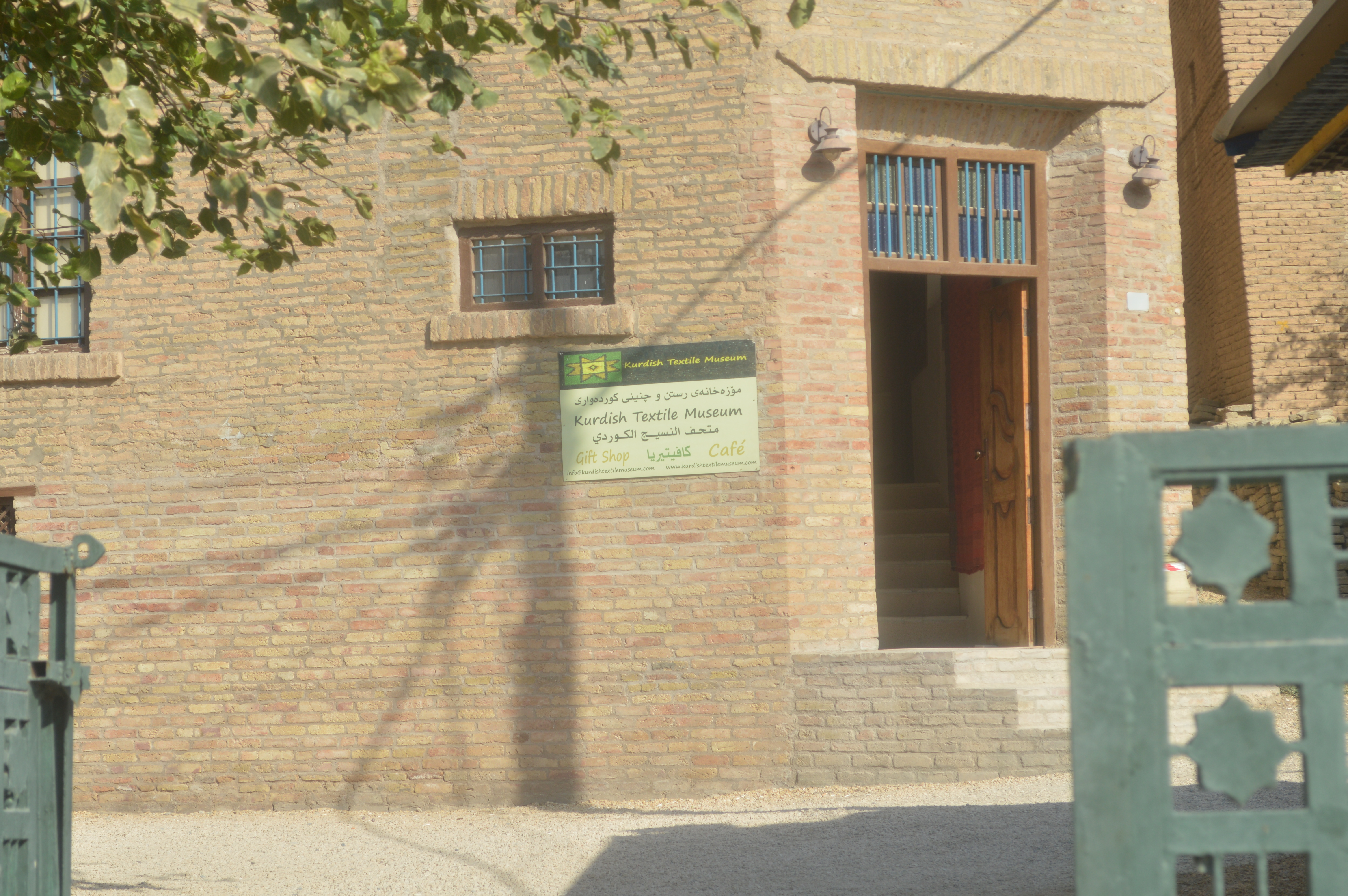
متحف النسيج الكردي، الكافتيريا

المتحف يتألف من طابقين، الطابق الأرضي يضم أربع قاعات، إحداها تعرض نماذج لأنواع الملابس الكردية والرجالية وملابس الأطفال، وتضم إلى جانب الملابس الآلات الموسيقية التراثية كالمزمار والناي والبوق، أما القاعة الثانية فتضم الإكسسواراتوالمقتنيات المنزلية المصنوعة يدوياً ونماذج من الأسلحة القديمة. وأما الثالثة فتشمل إلى جانب السجاد اليدوي أدوات الزراع القديمة وأدوات غزل الصوف والشعر ونسجهما. والرابعة تعرض فيها الأواني المنزلية ومجموعة من التوابل المصنوعة في كردستان وثمار البلوط والجوز وأنواع أخرى من المكسرات. أما الباحة الوسطية فتعرض فيها أنواع مُختلفة من سجاد الحائط ولوحات تصور الحياة القديمة في كردستان منسوجة يدوياً من الصوف والشعر، وتعرض ايضاً أشكال مختلفة من الحقائب الصوفية. وكل موديلات السجاد اليدوي وآلة الغزل والنسيج اليدوية القديمة مصنوعة من الخشب والحبال.
أما الطابق العلوي فيحتوي على غرفة لعرض الأواني والإكسسوارات المنزلية المصنوعة يدوياً من الفضة والفخار بالإضافة إلى نماذج من سروج الأحصنة المصنوعة يدوياً من الصوف والجلد، وهناك مقهى مُصمم بطابع تراثي لاستراحة الزوار. مقتنيات المتحف عبارة عن السجاد اليدوي واللُباد والمنسوجات اليدوية الأخرى والملابس المصنوعة بالغزل والنسيج من شعر الماعز وصوف الخراف. وكل قاعة خاصة لعرض المقتنيات التراثية لمناطق كردستان، على سبيل المثال يوجد قاعة خاصة لمنطقة سهل أربيل، الأشياء الموجودة في هذا المتحف أشياء قديمة ونادرة وضعت هنا للحفاظ عليها، لأنه من الصعب الحصول عليها أ صناعة مثلها الآن.

## الإفتتاح والترميم
أفتتح المَتحف عام 2004، وفي عام 2012 بدأ مشروع ترميمه الذي أستمر عامين وأفتتح مرة أخرى بعد الترميم بهيئة جديدة عام 2014، بعد إضفاء تغيرات على الإنارة والكتابات التوضيحية الموجودة في المتحف، لتكون متوافقة مع المقايسس الدولية للمتاحف.

## معرض الصور

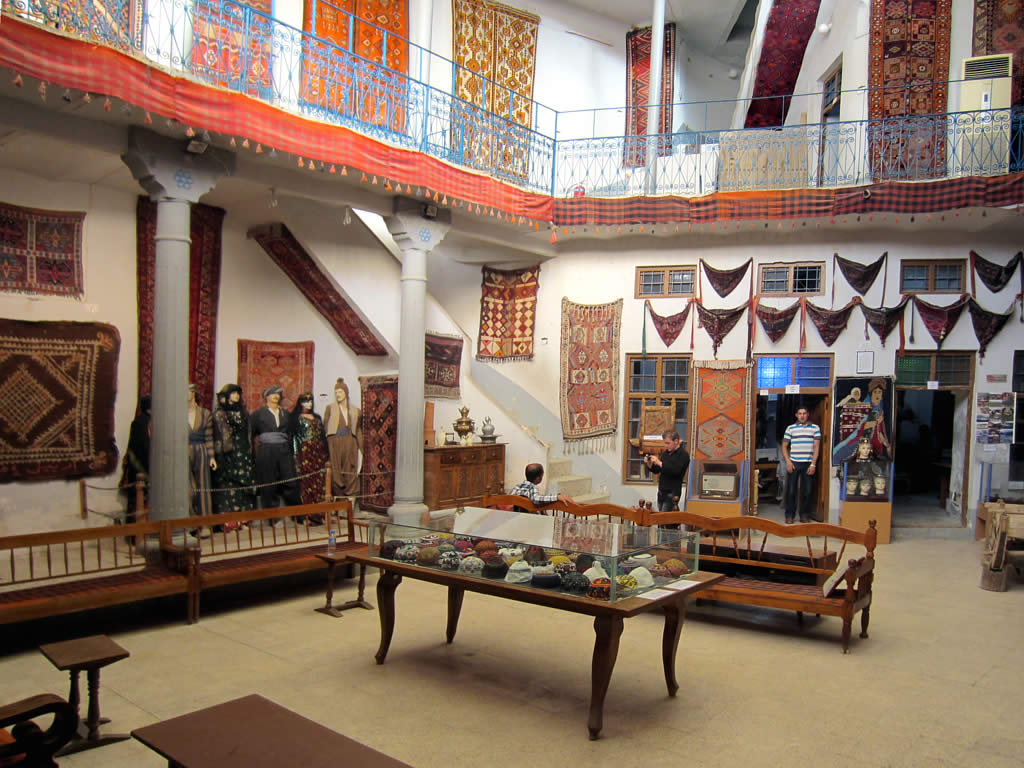
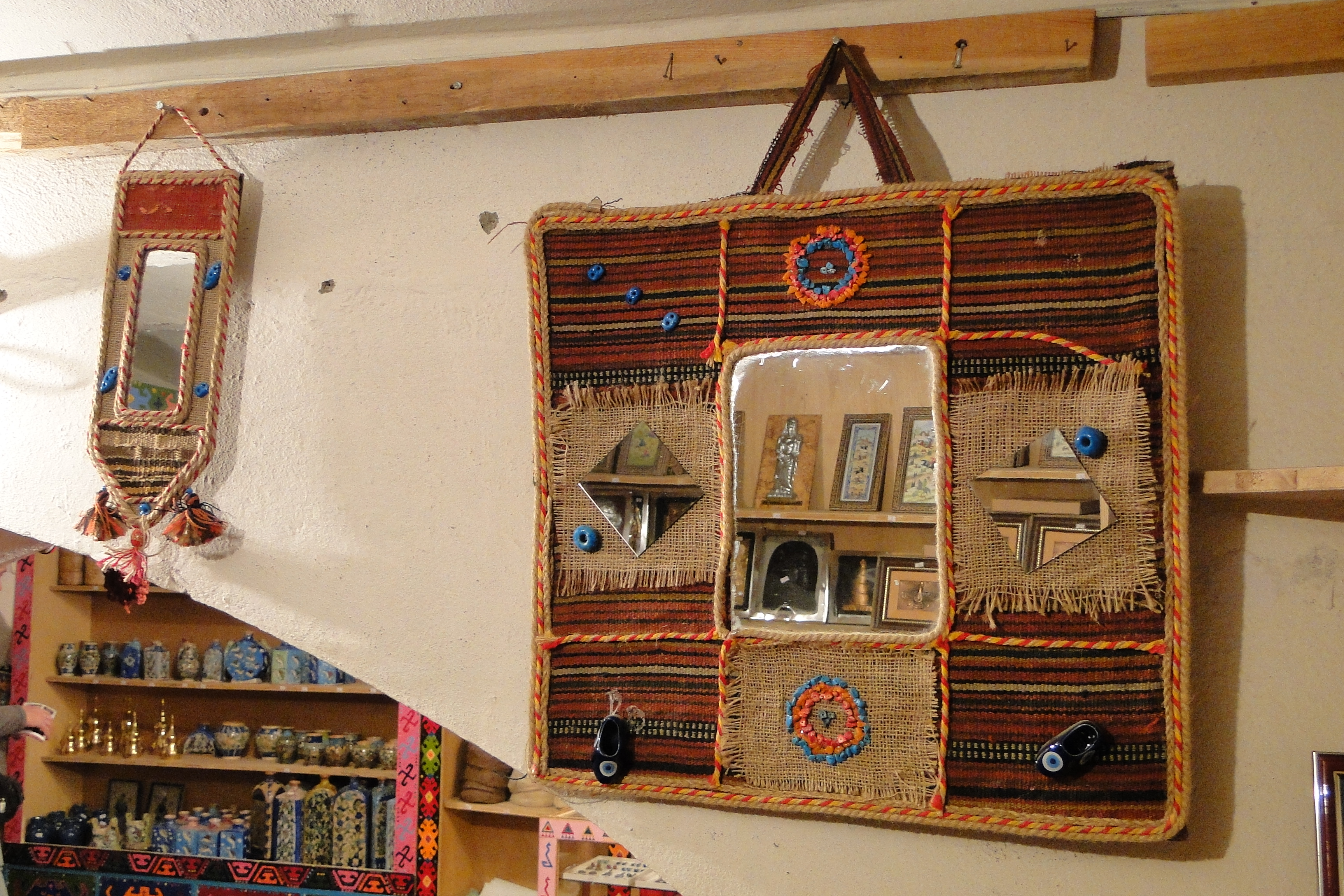
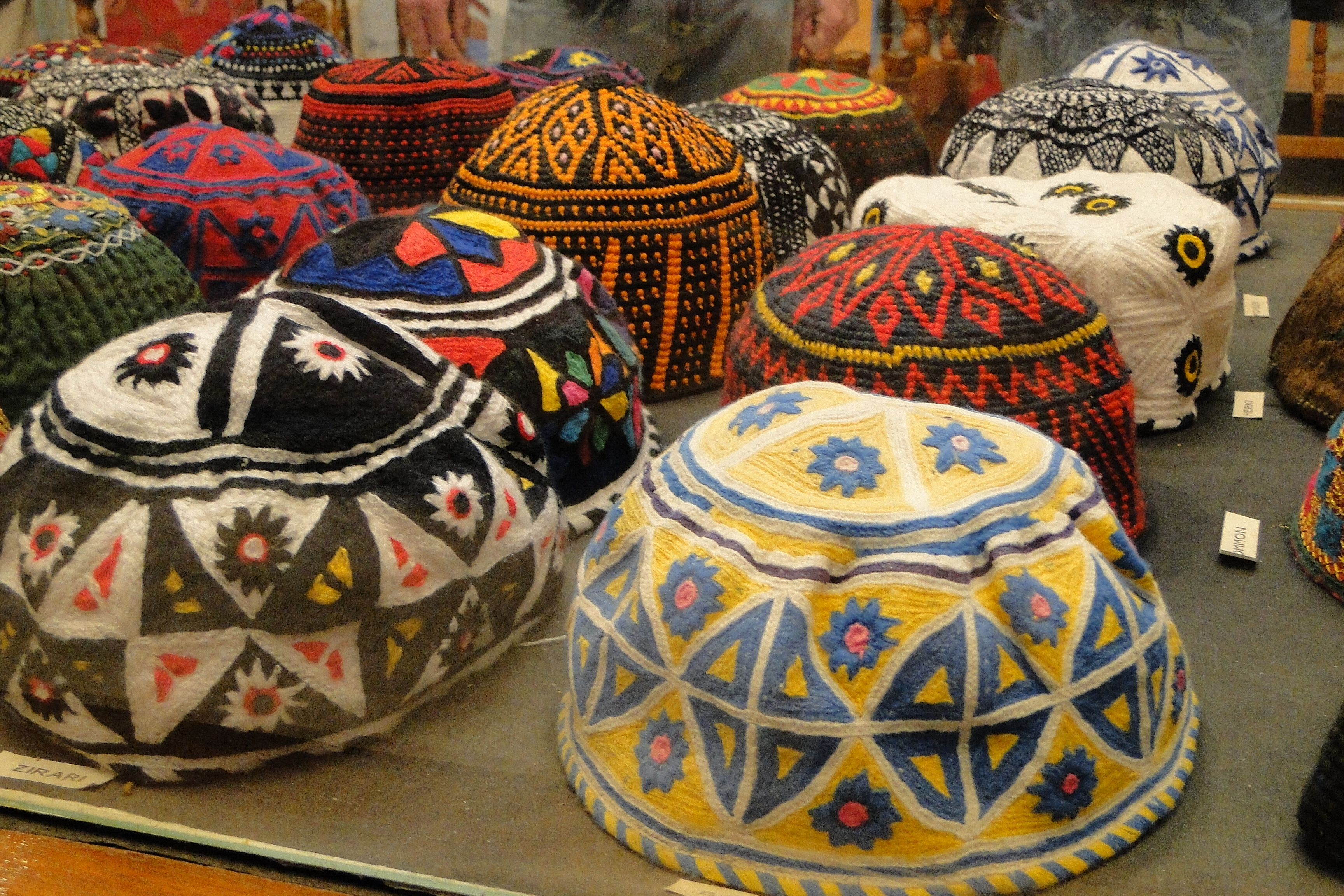
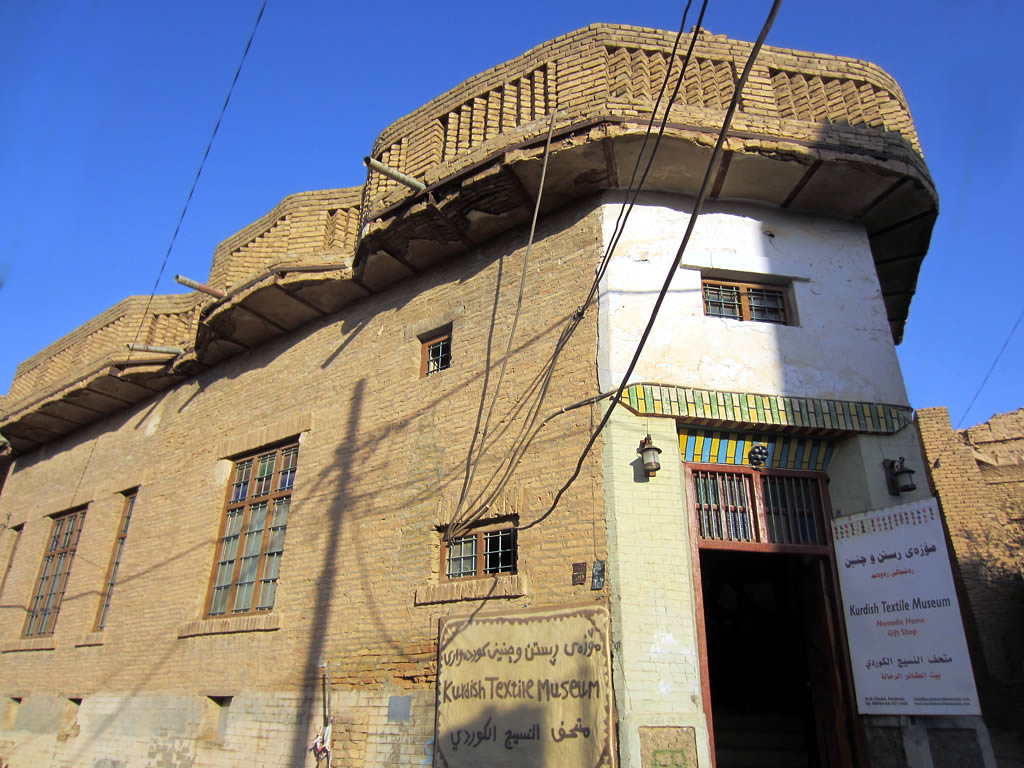
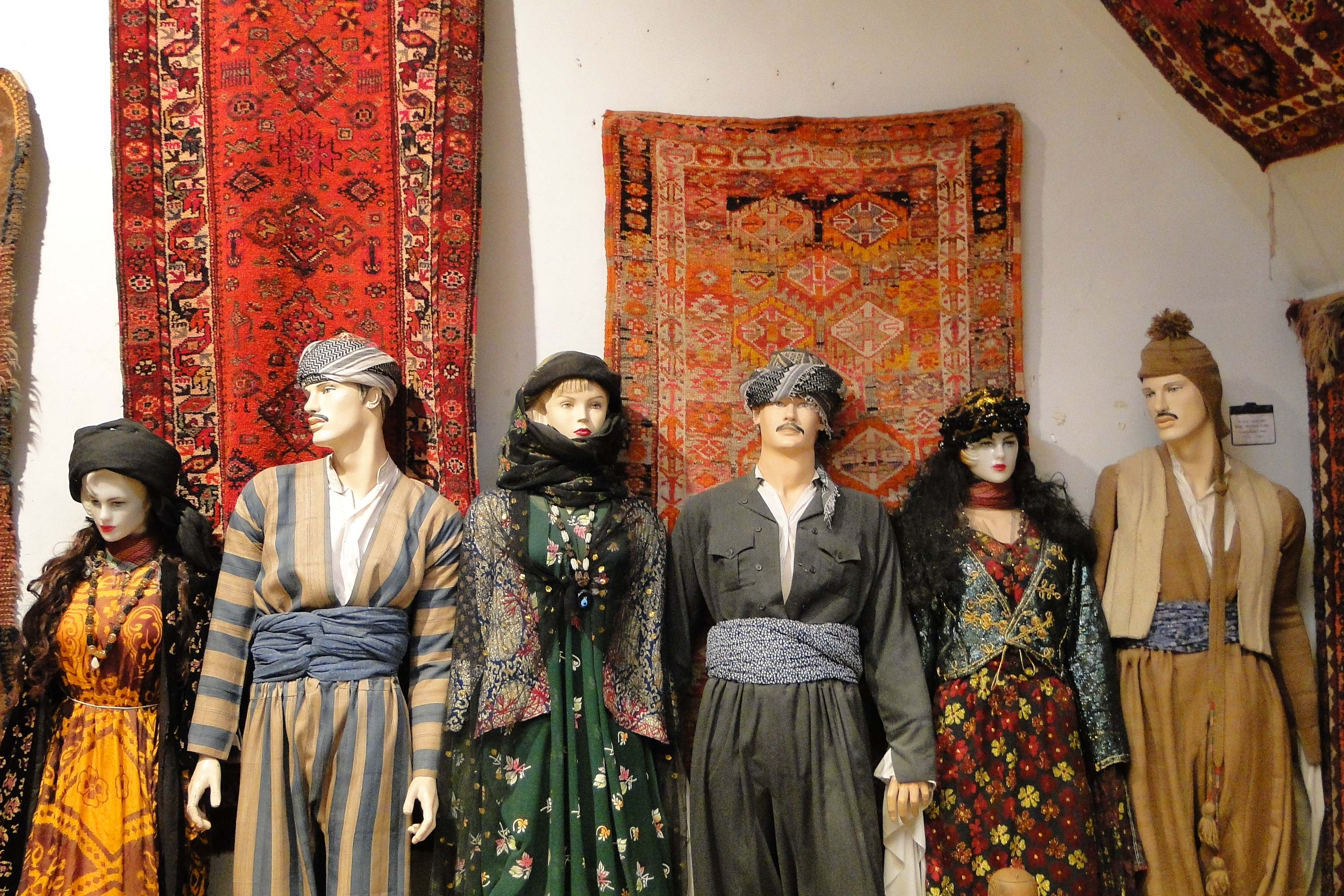
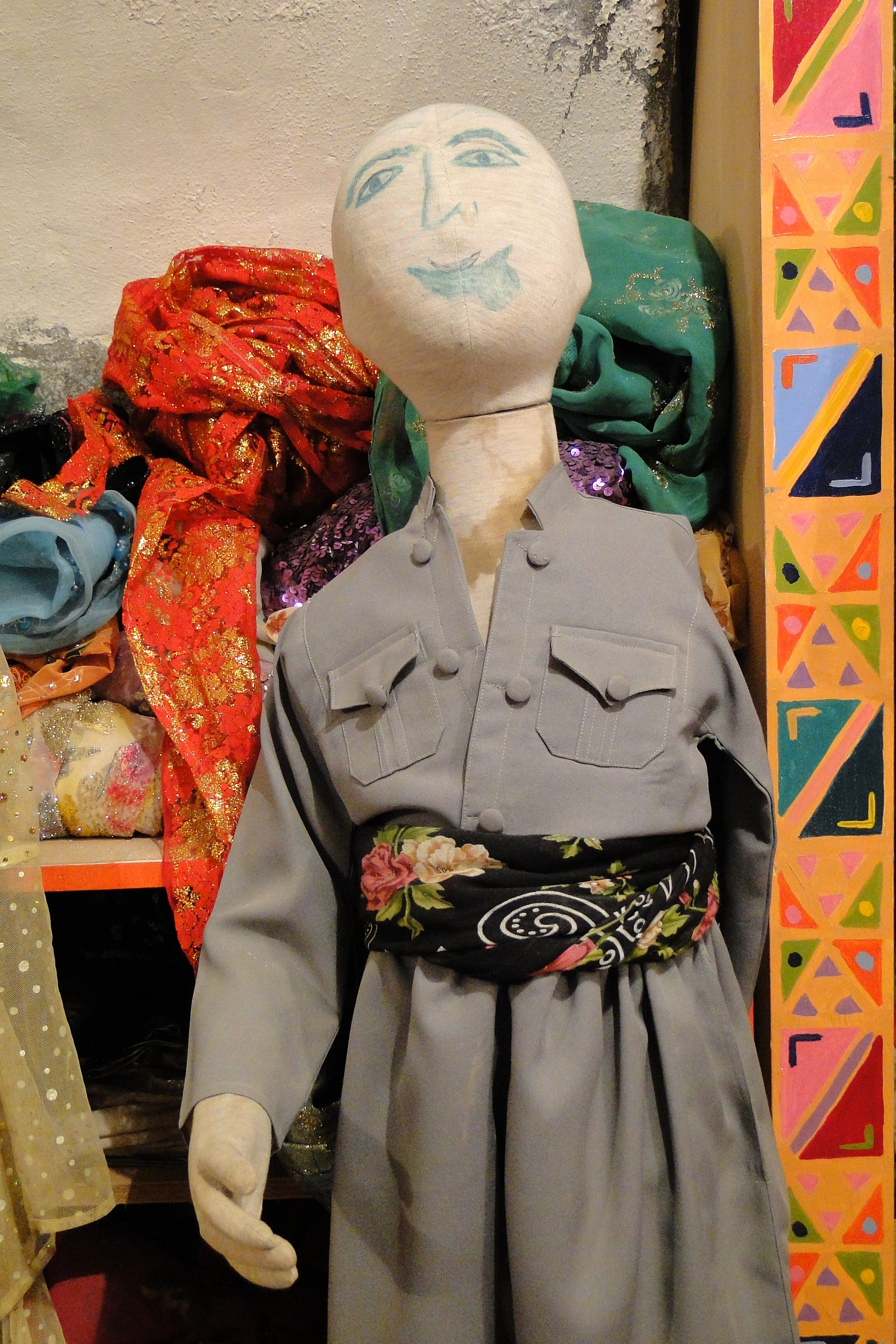

## وصلات خارجية
الموقع الرسمي
https://www.academia.edu/91593333/Kurdish_Textiles_Museum_in_Erbil_Citadel